# Avezac-Prat-Lahitte
Avezac-Prat-Lahitte es una comuna francesa situada en el departamento de Altos Pirineos, en la región de Occitania.

## Demografía
| 538 | 544 | 622 | 600 | 596 | 514 | 591 |
| Para los censos de 1962 a 1999 la población legal corresponde a la población sin duplicidades (Fuente: INSEE [Consultar]) |     |     |     |     |     |     |